# Mauritània Sitifiense
La Mauritània Sitifiense va ser una província romana formada amb la part oriental de la província de Mauritània Cesariense, des de Saldes fins al riu Ampsaga. La capital era Sitifis.
Es va formar a la reorganització de l'Imperi que va fer Dioclecià, cap a l'any 294. En temps de Constantí I el Gran (segle iv), es va incorporar a la diòcesi administrativa d'Àfrica, que depenia de la prefectura pretoriana d'Itàlia. Va tenir un gran desenvolupament comercial fins a la conquesta dels vàndals l'any 429. En aquesta província va ser molt important l'heretgia cristiana del Donatisme, que desafiava la religió oficial establerta en temps de Constantí. A Sitifis es va seguir practicant el mitraisme.
Es va agregar a la província de Mauritània Primera establerta cap a l'any 534 amb la zona costanera de les antigues Cesariense i Sitifiense. Els Amazics que governaven les zones costaneres van ocupar la major part de la província cap a l'any 575, i la Sitifiense es va limitar a la zona costanera de Sitifis i Saldes. L'emperador romà d'Orient Maurici va crear la província de Mauritania Prima l'any 585, fent desaparèixer la província Sitifiense. Va nomenar un Exarca, un càrrec que combinava l'autoritat civil d'un prefecte del pretori i l'autoritat militar d'un Magister Militum, amb una gran autonomia respecte a Constantinoble. Va establir dos Exarcats, un a l'Àfrica, Exarcat d'Àfrica, i un a Itàlia, Exarcat de Ravenna. El primer exarca d'Àfrica va prendre possessió l'any 578. Va passar als àrabs cap a l'any 700.